# Murder (Trippie Redd)
Murder è un singolo del rapper statunitense Trippie Redd, pubblicato il 3 aprile 2019.

## Tracce
1. Murder – 2:39